# António Cepeda
António Cepeda ist ein Politiker aus Osttimor. Mit Amtsübernahme von José Ramos-Horta als Premierminister wurde Cepeda zum Vizeminister für Entwicklung in Nachfolger des neuen Ministers Arcanjo da Silva. Cepeda blieb auch noch unter Premierminister Estanislau da Silva bis 2007 Vizeminister.
Mit Antritt der neuen Regierung schied Cepeda am 8. August 2007 aus dem Kabinett Osttimors aus.